# F.B Mondial
F.B Mondial ist ein italienischer Hersteller von Motorrädern, der 1929 von den Gebrüdern Boselli in Mailand gegründet wurde und seinen damaligen Sitz in Bologna hatte. Das Akronym F.B steht für Fratelli (deutsch: Gebrüder) Boselli. Nachdem das Unternehmen 1979 aufgelöst worden war, wurde es 2014 von Pier Luigi Boselli und Cesare Galli wiedergegründet und 2015 die ersten Motorradmodelle auf der Motorrad-Messe EICMA in Mailand vorgestellt.

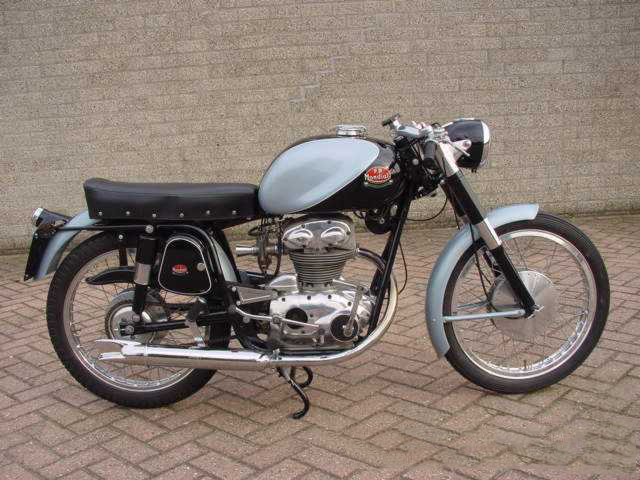
F.B Mondial Supersport 200 von 1955

## Geschichte
Die Adelsfamilie Boselli stammte aus Rivergaro. Die der Familie angehörenden Brüder Carlo, Luigi, Ettore, Giuseppe und Ada waren die Gründer des Unternehmens. Der Anführer der Unternehmung war Giuseppe, ein bereits talentierter Motorradrennfahrer und Miteigentümer der Motorradfirma G.D S.p.a. aus Bologna (heute Maschinen- und Anlagenbauer).
Zwischenzeitlich wurde die Firmierung Mondial Moto S.p.a. von 2000 bis 2004 für Motorräder benutzt. F.B Mondial wurde 2014 vom Boselli-Nachfahren Pier Luigi Boselli und Cesare Galli wiederbelebt. Dafür wurde bereits 2002 das Mutterunternehmen Pelpi International mit Sitz in Como am Comer See gegründet. Für das Design der neuen Mondial Modelle ist Alessandro Tartarini, Sohn von Leopoldo Tartarini (Ducati-Werksfahrer, Gründer von Italjet und Designer bei Ducati) sowie Rodolfo Frascoli verantwortlich, die Produktion erfolgt überwiegend in China.
Die Markteinführung der neuen Modelle von F.B Mondial in Deutschland erfolgte Ende 2016. Den Vertrieb in Deutschland wickelte bis Ende 2024 die MSA GmbH ab, die über ein Netz von 550 Händlern verfügt. Am 1. Januar 2025 übernahm die Moteo Deutschland GmbH den Vertrieb.

## Modelle

### 2000 bis 2004
- Piega 1000 cm³

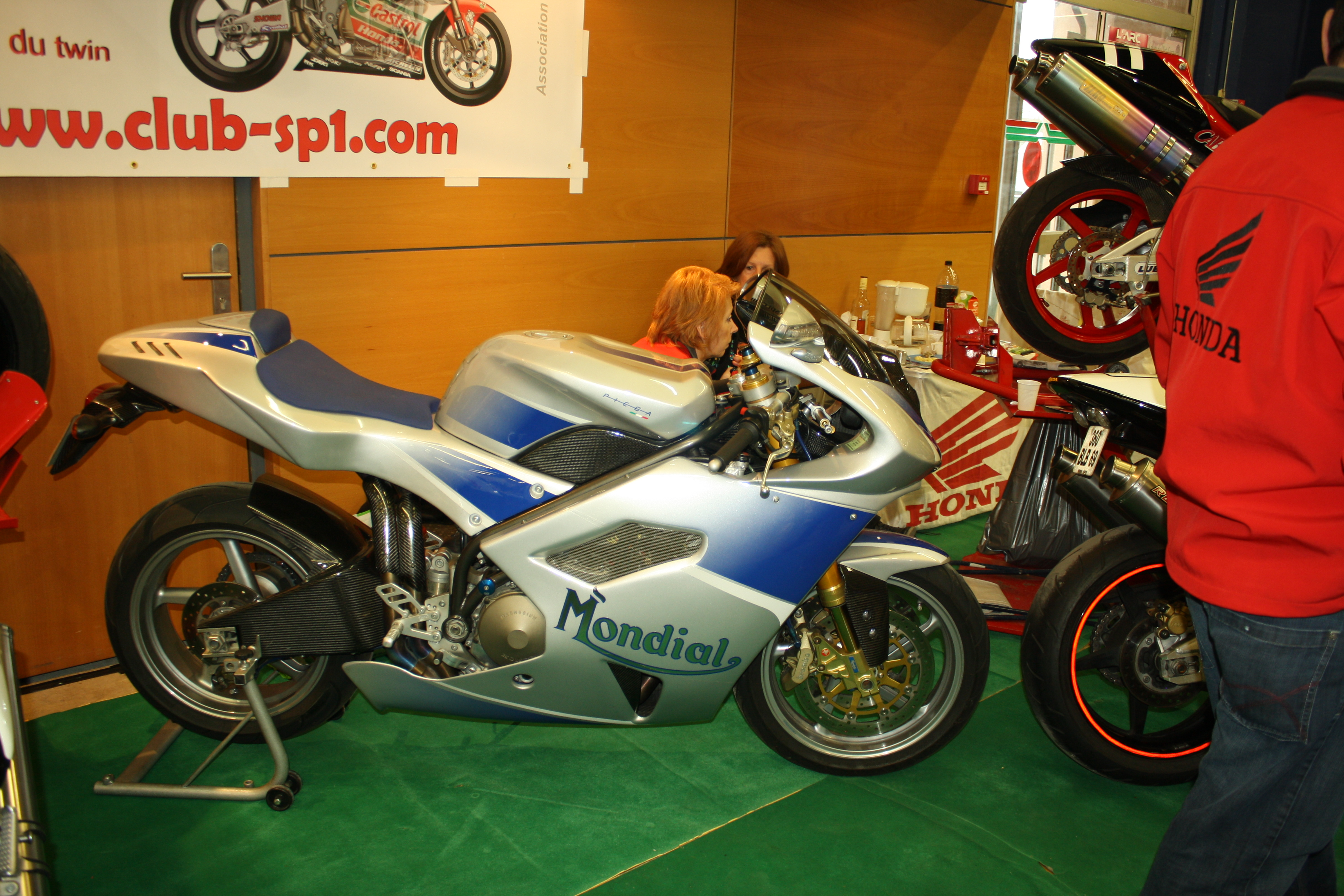
Mondial Piega 1000

- Starfighter 1000 cm³, Einzelstück, keine Serienfertigung
- Nuda 1000 cm³, Einzelstück, keine Serienfertigung

### Ab 2016
Roller
- Imola 50 cm³
- Imola 125 cm³

Leichtkrafträder
- Piega 125 cm³
- HPS 125 cm³
- Spartan 125 cm³
- SMX 125 Supermoto
- SMX 125 Enduro
- Flat Track 125 cm³
- Sport Classic 125 cm³

Motorräder
- Spartan 250 cm³
- HPS 300 cm³
- SMX 300 Supermoto
- Sendero 300 cm³
- Flex 300 cm³
- Piega 450 cm³
- Mud 450 cm³

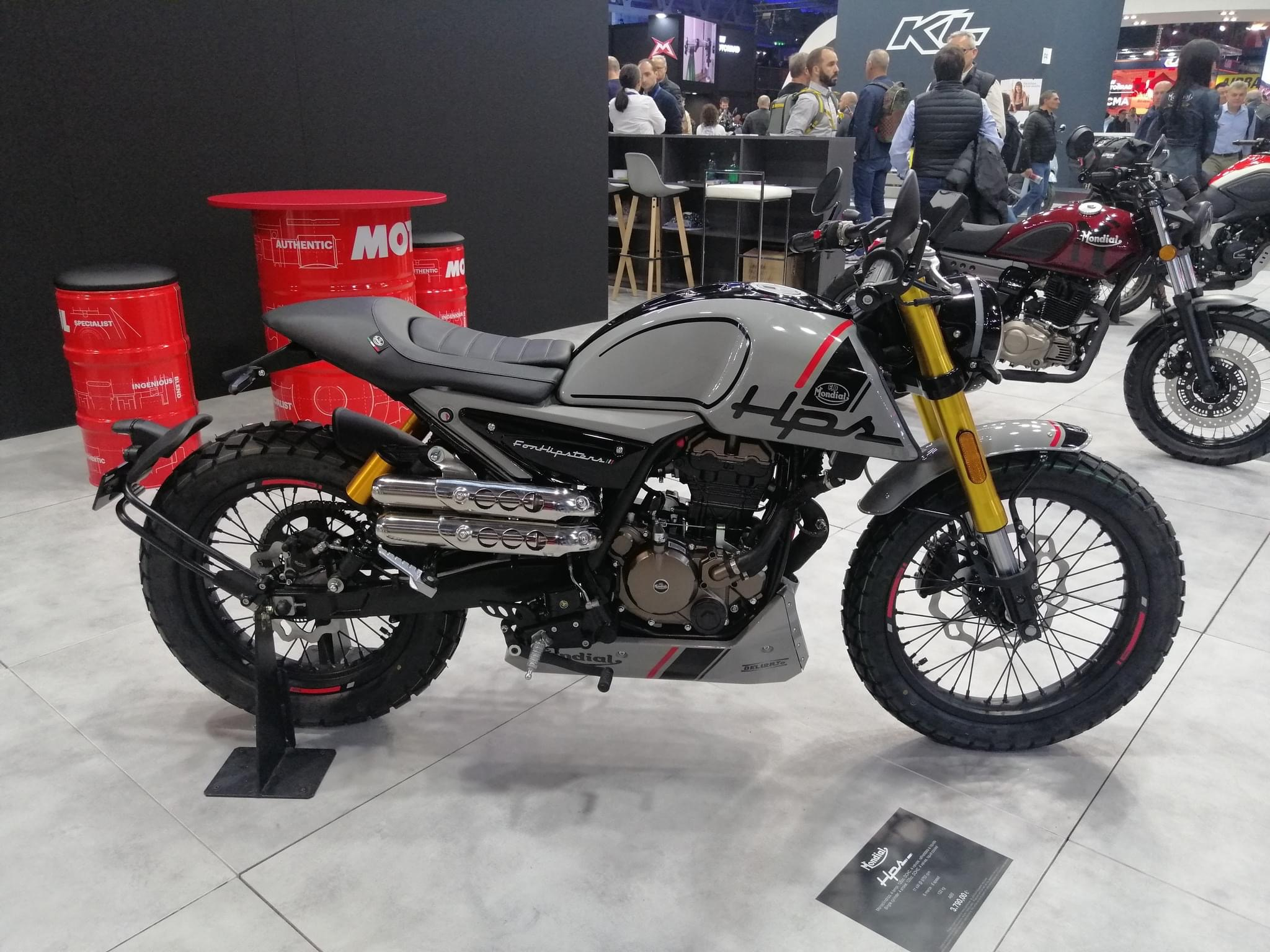
Mondial HPS 125
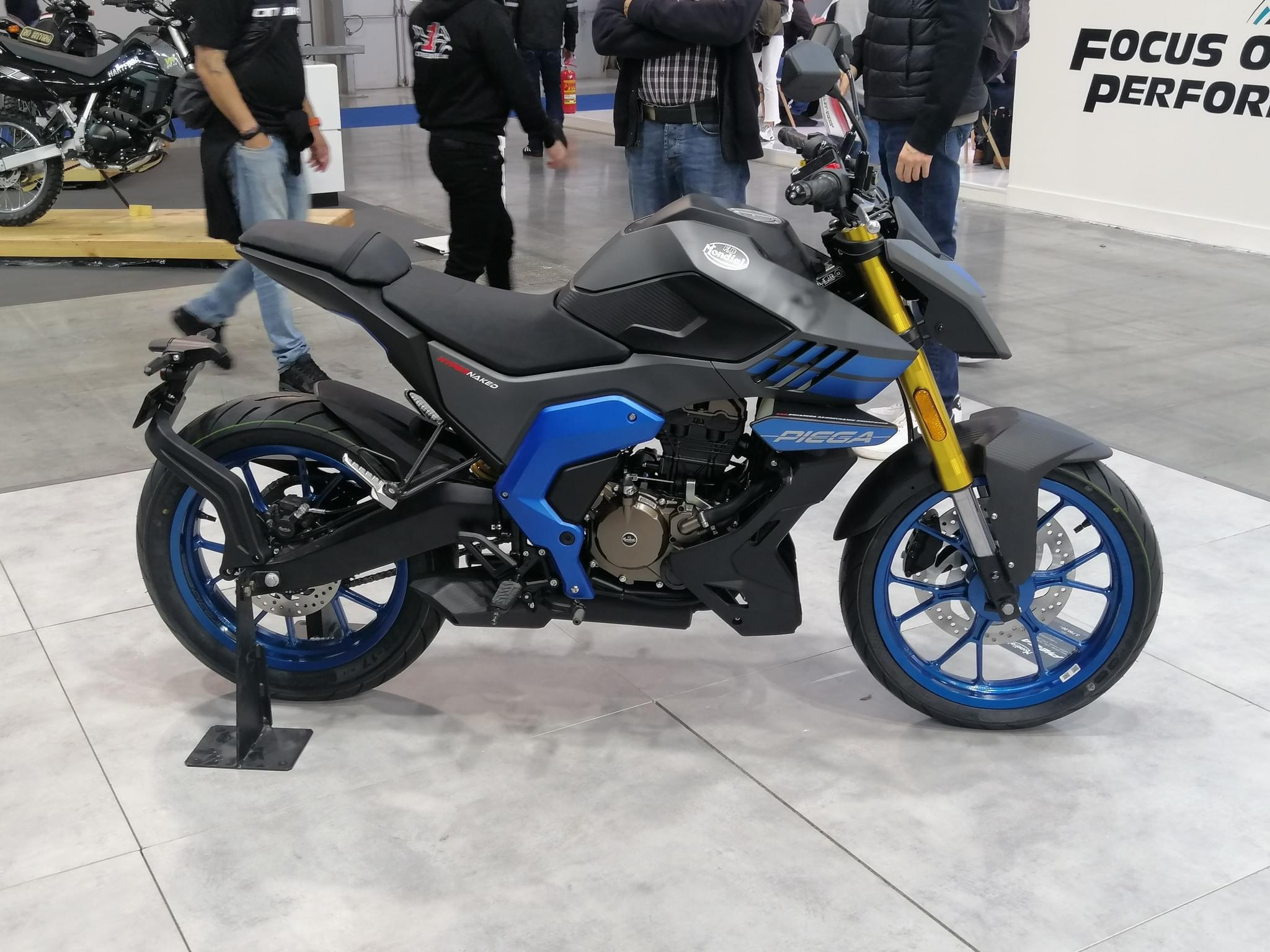
Piega 125
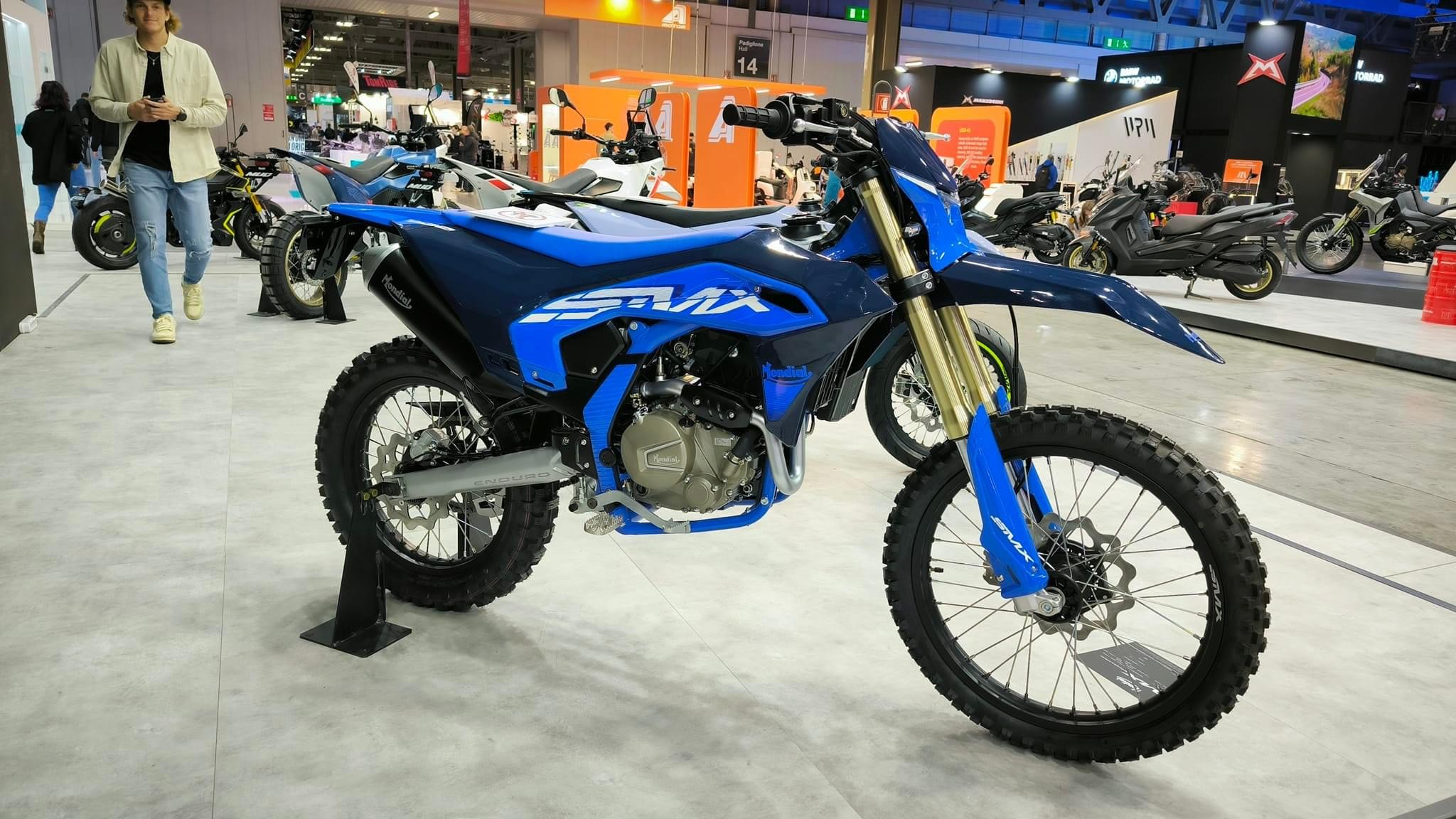
SMX Enduro
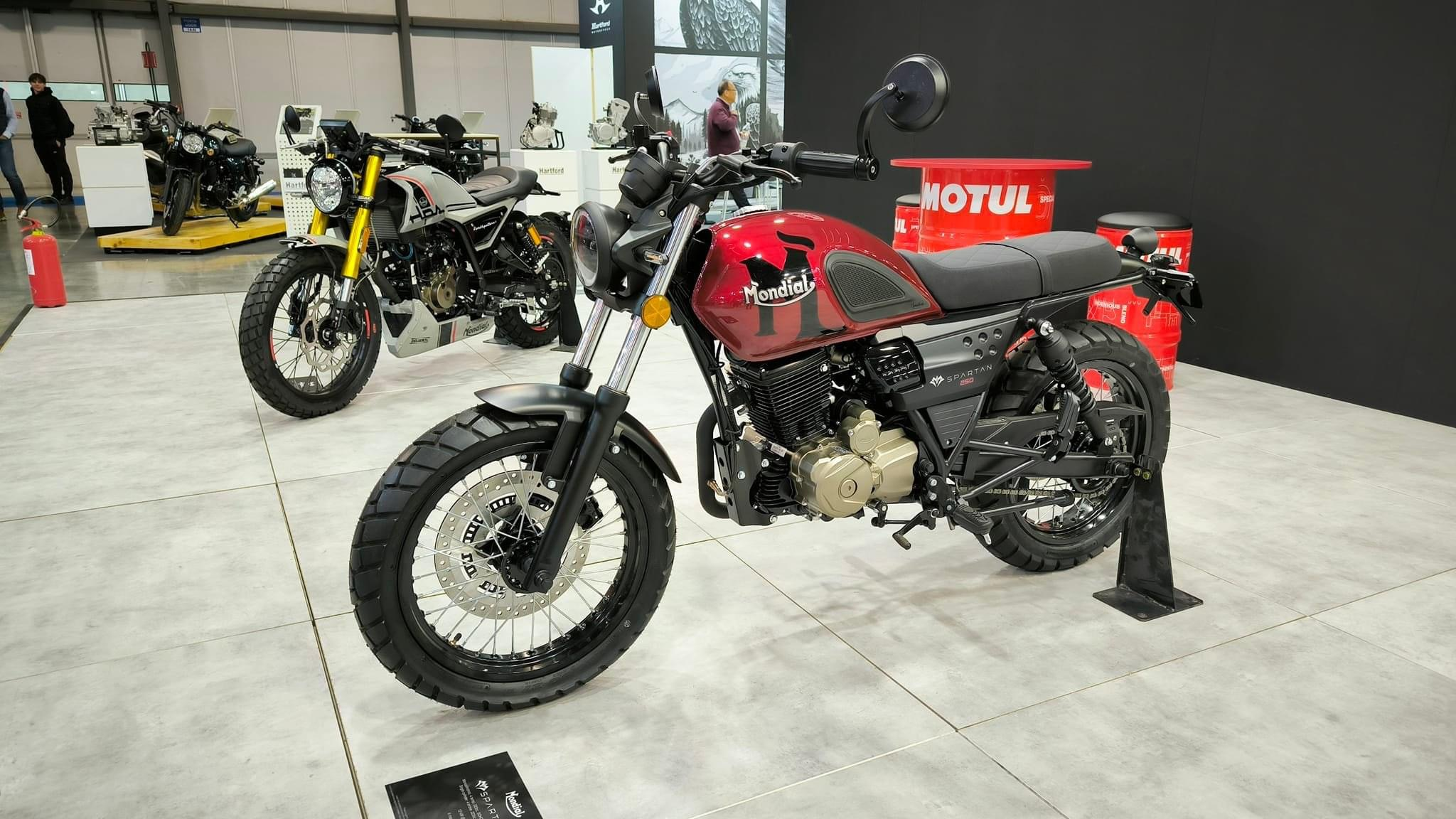
Spartan 250 im Vordergrund, HPS 125 im Hintergrund

## Rennsport

### Motorrad-Weltmeisterschaft

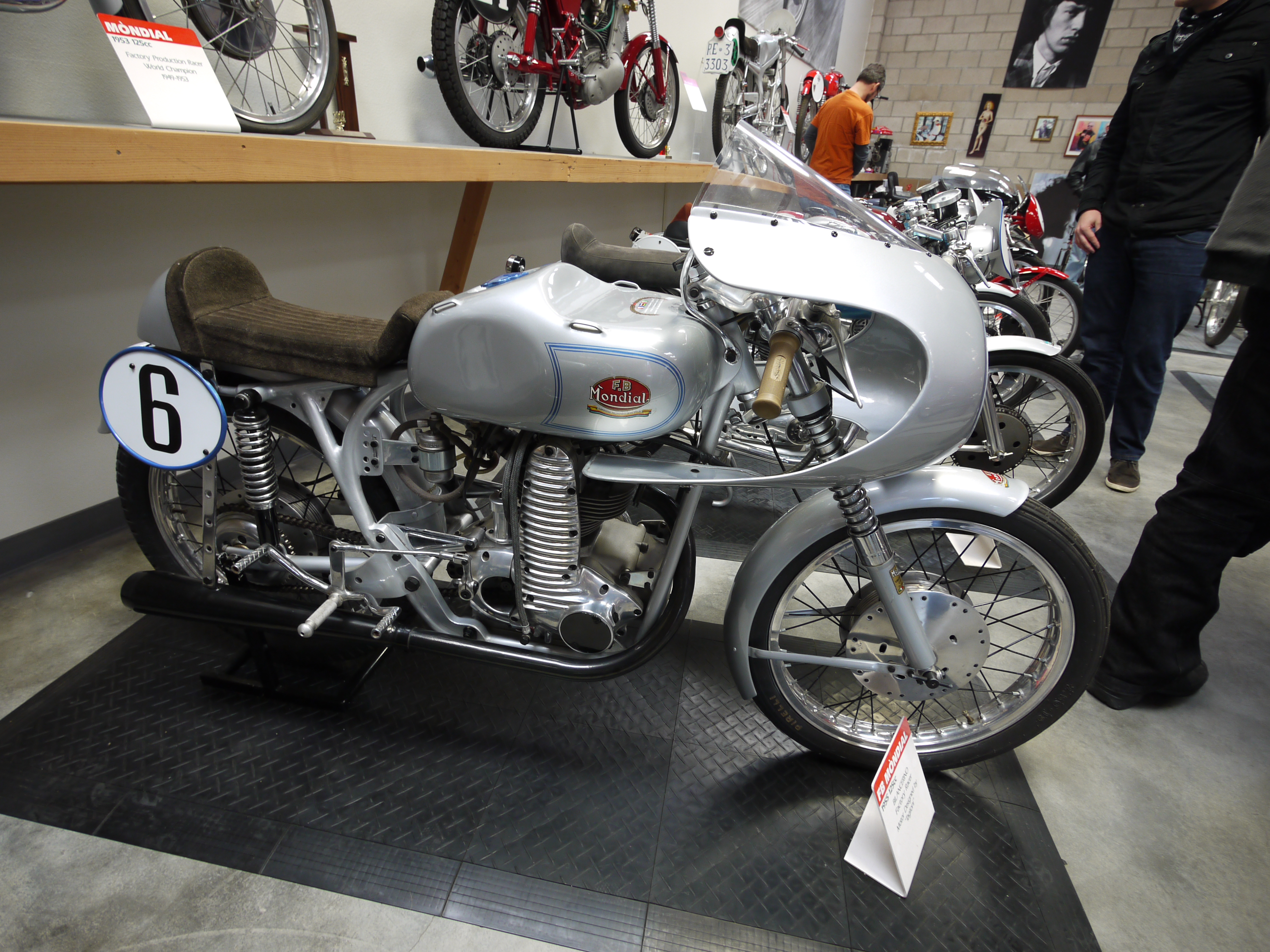
F.B Mondial 125 Bilancerino von 1955

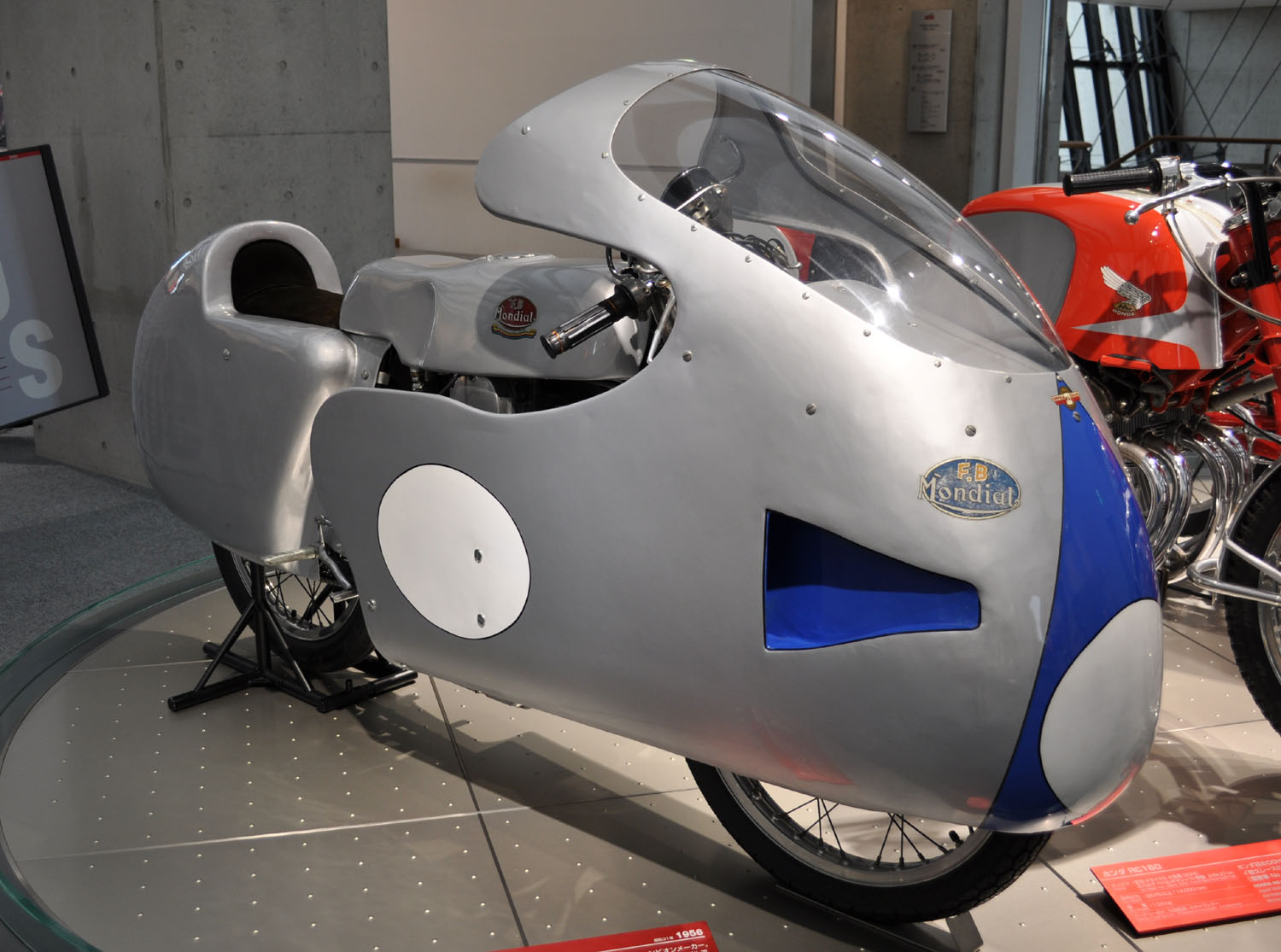
F.B Mondial 125 GP von 1956

Insgesamt konnte F.B Mondial fünf Fahrerweltmeistertitel in der Motorrad-Weltmeisterschaft einfahren, bis man sich nach der Rennsaison 1957 im Einvernehmen mit den anderen großen italienischen Herstellern Gilera und Moto Guzzi aus finanziellen Gründen aus dem Rennsport zurückzog (siehe: Rückzug italienischer Hersteller aus der Motorrad-Weltmeisterschaft 1957).
- 1949:  Nello Pagani Weltmeister in der 125-cm³-Klasse
- 1950:  Bruno Ruffo Weltmeister in der 125-cm³-Klasse
- 1951:  Carlo Ubbiali Weltmeister in der 125-cm³-Klasse
- 1957:  Cecil Sandford Weltmeister in der 250-cm³-Klasse,  Tarquinio Provini Weltmeister in der 125-cm³-Klasse

Podiumsplatzierungen
Berücksichtigt wurden nur die zur Weltmeisterschaft zählenden Grands Prix.
| Klasse | 250 cm³ | 250 cm³ | 250 cm³ | 250 cm³ | 125 cm³ | 125 cm³ | 125 cm³ | 125 cm³ |
| Saison | Rennen  | Platz 1 | Platz 2 | Platz 3 | Rennen  | Platz 1 | Platz 2 | Platz 3 |
| ------ | ------- | ------- | ------- | ------- | ------- | ------- | ------- | ------- |
| 1949   |         |         |         |         | 3       | 3       |         |         |
| 1950   |         |         |         |         | 3       | 3       | 3       |         |
| 1951   |         |         |         |         | 4       | 4       | 3       | 1       |
| 1952   |         |         |         |         | 6       |         | 4       | 1       |
| 1953   |         |         |         |         | 6       |         |         |         |
| 1954   |         |         |         |         | 6       | 1       | 1       | 1       |
| 1955   |         |         |         |         | 6       |         | 1       | 3       |
| 1956   |         |         |         |         | 6       |         | 1       | 2       |
| 1957   | 6       | 4       | 2       | 3       | 6       | 3       | 3       | 1       |
| Gesamt | 6       | 4       | 2       | 3       | 46      | 14      | 16      | 9       |

- siehe auch Liste der Konstrukteursweltmeister im Motorradstraßenrennsport